# Ere (Belgique)
Pour les articles homonymes, voir Ere.
Ere est un village du Tournaisis en Belgique. Administrativement il fait aujourd'hui partie de la commune et ville belge de Tournai, située en Wallonie picarde et en Flandre romane dans la province de Hainaut. C'était une commune à part entière avant la fusion des communes de 1977.

## Étymologie
847 Adra, 1103 Era, XIe siècle Hedra
Eau claire (germanique *haidra), désigne le ruisseau de Barges.

## Évolution démographique
- Sources : INS, Rem. : 1831 jusqu'en 1970 = recensements, 1976 = nombre d'habitants au 31 décembre.

## Histoire

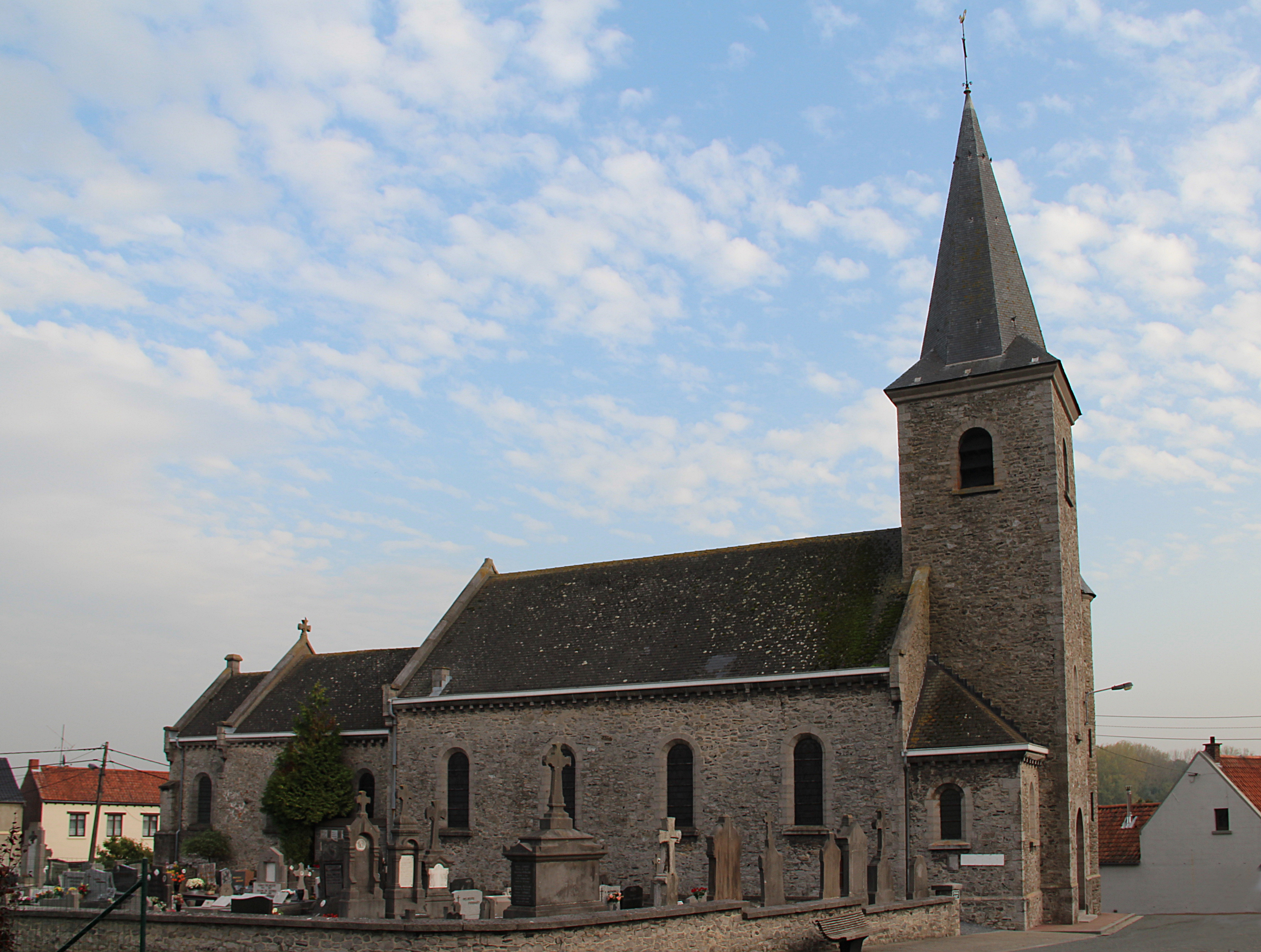
L'église Saint-Amand (chœur et nef du XIe siècle).

Tournai.be : A la découverte de la Ville, L'Entité du grand Tournai : Ere]
Ere était dans le passé une seigneurie. Le 12 octobre 1630, la terre et seigneurie d'Ere en Tournaisis est érigée en baronnie en faveur de Charles du Chastel, chevalier, seigneur de Terminy en remerciement des services rendus. Il s'est fait remarquer comme ses ancêtres par son dévouement à la maison d'Autriche (à l'époque la région relève des rois d'Espagne, descendant des Habsbourg). Lui et son père ont combattu aux Pays-Bas, en Allemagne, Afrique. Son grand-père Jacques de Chastel a servi pendant plus de 50 ans, Charles Quint et Philippe II.
De nos jours, le village reste très actif. La présence d'une salle des fêtes polyvalentes et de nombreuses associations y contribue largement.

## Patrimoine et culture

### Patrimoine architectural
- L'église Saint-Amand est inscrite au patrimoine immobilier classé de Tournai.

## Vie associative

### Commerces et cafés
Le village compte quelques commerces :
- Café Le Repère, Chez Cathy (anciennement "La Fanfare") ;
- Café La porte d'Ere, Chez Sonia.

### Événements
- Festival « Les Gens d'Ere », festival annuel de musique pop/rock (le dernier WE de juillet).
- Sainte Cécile de la Royale Cécila.

### Artisans
- Menuiserie Masquilier.
- Menuiserie Menu'ideal.
- Coiffure "Chez Brigitte".
- Coiffure Capil'Ere.
- Coiffure Changer d'Hair.
- Le Moulin d'Ere (marques commerciale Red Animals & Red Pigeon).

### Sport
- Football club les Etoiles (FC Ere).
- Cercle d'Histoire de la vallée du Rieu de Barges (CHRVB).
- La Royale Cecilia d'Ere.
- Le comité de jeunes "Les Gens d'Ere".
- Association de pétanque.
- Association des joueurs de manille.
- Association des joueurs de billard à bouchons.
- Association de tir à l'arbalète.

La commune est traversée par le GR 122.